# 알샤말 SC 스타디움
알샤말 SC 스타디움(Al Shamal Sports Club Stadium)은 카타르 아시샤말에 있는 축구 경기장이다. 카타르 스타스 리그 알샤말 SC의 홈구장이다. 경기장은 5,000명을 수용할 수 있다.